# Atanasio Arrieta García
Atanasio Arrieta García fue un político mexicano, miembro del Partido Revolucionario Institucional (PRI). Fue senador por Durango de 1946 a 1952.

## Biografía
Realizó únicamente estudios básicos, era hijo del general Domingo Arrieta León quien combatió en la Revolución Mexicana, fue gobernador de Durango de 1917 a 1920 y senador de 1936 a 1940.
Fue postulado candidato del PRI a Senador por Durango en segunda fórmula, y elegido para el cargo para el periodo de 1946 a 1952, correspondientes de las Legislaturas XL y XLI. En el Senado fue integrante de las comisiones de Bienes Nacionales; de Asuntos Indígenas; 2a. del Ejido; y, 1a. de Minería.